# Tim

Cấu tạo của tim của người được mô phỏng theo hình chụp Tim cắt lớp(MRI).

Tim là bộ phận quan trọng trong hệ tuần hoàn của động vật, với chức năng bơm đều đặn để đẩy máu theo các động mạch và đem dưỡng khí và các chất dinh dưỡng đến toàn bộ cơ thể, đồng thời loại bỏ các chất thải trong quá trình trao đổi chất. Tim hút máu từ tĩnh mạch về tim sau đó đẩy máu đến phổi để trao đổi khí CO2 lấy khí O2. Tim nằm ở khoang giữa trung thất trong ngực.
Trong cơ thể người, động vật có vú và các loài chim, tim được chia thành bốn phần: tâm nhĩ trái và tâm nhĩ phải ở nửa trên; tâm thất trái và tâm thất phải ở nửa dưới. Thường tâm nhĩ phải và tâm thất phải được gộp vào gọi là nửa bên phải và phần kia được gọi là nửa bên trái của tim. Tim cá có hai ngăn, một tâm nhĩ và một tâm thất, trong khi tim các loài bò sát có ba ngăn. Máu chảy qua tim theo một chiều do van tim ngăn máu chảy ngược. Tim được bao bọc trong một túi bảo vệ, gọi là màng ngoài tim có chứa một lượng nhỏ chất bôi trơn. Tim được cấu tạo thành ba lớp: thượng tâm vị, cơ tim và màng trong của tim.
Tim bơm máu thông qua cả hai hệ thống tuần hoàn. Máu có nồng độ oxy thấp từ hệ tuần hoàn đi vào tâm nhĩ phải từ tĩnh mạch chủ trên và dưới và đi đến tâm thất phải. Từ đây máu được bơm vào hệ tuần hoàn phổi, tại đó máu nhận được oxy và thải ra carbon dioxide. Máu được tăng cường oxy trở về tâm nhĩ trái, đi qua tâm thất trái và được đẩy ra thông qua các động mạch chủ vào hệ tuần hoàn máu, nơi oxy được sử dụng và chuyển hóa thành carbon dioxide. Ngoài ra máu mang dưỡng chất từ gan và hệ tiêu hóa đến các cơ quan khác nhau của cơ thể, đồng thời vận chuyển chất thải đến gan và thận. Thông thường với mỗi nhịp tim đập, tâm thất phải bơm cùng một lượng máu vào phổi như các tâm thất trái đẩy máu vào cơ thể. Tĩnh mạch vận chuyển máu đến tim, trong khi động mạch đẩy máu ra khỏi tim. Tĩnh mạch thường có áp lực thấp hơn so với động mạch. Tim co bóp với tốc độ khoảng 72 nhịp mỗi phút khi ở trạng thái nghỉ. Tập thể dục làm tăng nhịp tim tạm thời, nhưng làm giảm nhịp tim nghỉ ngơi về lâu dài - điều này là tốt cho sức khỏe tim mạch.
Bệnh tim mạch (CVD) là nguyên nhân phổ biến nhất gây tử vong trên toàn cầu trong năm 2008, chiếm 30% các trường hợp tử vong của năm này. Trong số các ca tử vong hơn ba phần tư là do bệnh động mạch vành và đột quỵ. Các yếu tố nguy cơ bao gồm: hút thuốc, thừa cân, tập thể dục không đủ, cholesterol cao, huyết áp cao và tiểu đường v.v... Chẩn đoán bệnh tim mạch thường được thực hiện bằng cách lắng nghe tim đập bằng ống nghe, ECG hoặc bằng siêu âm. Bệnh tim được điều trị chủ yếu với bác sĩ chuyên khoa tim mạch, mặc dù rất nhiều chuyên môn khác có thể tham gia.
Tim được cấu tạo từ một loại cơ đặc biệt là cơ tim. Tim con người trung bình đập 72 lần mỗi phút, sẽ đập khoảng 2,5 tỷ lần trong thời gian trung bình 66 năm tuổi thọ. Nó nặng khoảng 250-300 gram (9-11 oz) ở nữ giới và 300 đến 350 gram (11-12 oz) ở nam giới.

## Cấu trúc
Tim động vật có cấu tạo phức tạp tăng dần theo mức độ tiến hóa của loài. Từ loài bậc thấp có tim 1 ngăn (như giun đốt), rồi đến 2 ngăn ở lớp cá, 3 ngăn ở lưỡng cư, thường là 3 ngăn có vách hụt ở bò sát( trừ cá sấu 4 ngăn), 4 ngăn ở chim và thú. Kể từ lớp cá, tim có các van tim ngăn giữa các ngăn để giúp máu chảy theo 1 chiều duy nhất.
Tim người, các loài có vú, loài chim là một khối cơ rỗng, trọng lượng ở loài người trung bình khoảng 300gr, được chia thành 4 ngăn: 2 tâm nhĩ và 2 tâm thất. Nhĩ phải và nhĩ trái, thành mỏng, nhận máu tĩnh mạch, đưa xuống thất; thất phải và thất trái, thành dày, bơm máu vào động mạch với áp lực cao. Hai tâm nhĩ ngăn cách nhau bởi vách liên nhĩ, hai tâm thất ngăn cách nhau bởi vách liên thất.
Độ dày của các thành tim ở các buồng thay đổi tùy theo chức năng của nó. Thành cơ tim thất trái dày gấp 2 đến 4 lần thành thất phải, do nó phải bơm máu với áp lực cao hơn để thắng sức cản lớn của tuần hoàn hệ thống.
Năng lượng cần thiết cho sự chuyển động của máu xuất phát từ thành cơ tim.

### Các ngăn tim
Tim có 4 ngăn, 2 tâm nhĩ trên và 2 tâm thất dưới. Tâm nhĩ mở thông với tâm thất thông qua các van nhĩ thất.

### Hệ thống van tim
- Giữa tâm nhĩ và tâm thất có van nhĩ thất (bên trái là van hai lá, bên phải là van ba lá). Giữa động mạch phổi và tâm thất có van bán nguyệt (van tổ chim).

Hướng chảy của máu được xác định bởi sự hiện diện của các van tim. Các van tim là những lá mỏng, mềm dẻo, là tổ chức liên kết được bao quanh bởi nội tâm mạc.
Van nhĩ - thất: ngăn giữa nhĩ và thất, bên trái có van hai lá, bên phải có van ba lá. Nó giúp máu chảy một chiều từ nhĩ xuống thất. Các cột cơ gắn với van nhĩ-thất bởi các dây chằng. Cột cơ co rút khi tâm thất co, nó không giúp cho sự đóng của van, mà nó kéo chân van về phía tâm thất, ngăn sự lồi của các lá van về tâm nhĩ trong kỳ thất co rút. Nếu dây chằng bị đứt hoặc nếu một trong các cột cơ bị tổn thương, máu có thể trào ngược về tâm nhĩ khi thất co, đôi khi gây nên rối loạn chức năng tim trầm trọng.
Van bán nguyệt: giữa tâm thất trái và động mạch chủ có van động mạch chủ, van động mạch phổi ở giữa tâm thất phải và động mạch phổi. Nó giúp máu chảy một chiều từ tâm thất ra động mạch.
Tất cả các van đóng mở một cách thụ động, sự đóng mở tùy thuộc vào sự chênh lệch áp suất qua van. Ví dụ như khi áp lực tâm nhĩ vượt quá áp lực tâm thất thì van nhĩ-thất mở ra, và máu từ nhĩ xuống thất; ngược lại khi áp lực tâm thất lớn hơn áp lực tâm nhĩ, van đóng lại, ngăn máu chảy ngược từ thất về nhĩ

#### Sợi cơ tim
Tim được cấu thành bởi ba loại cơ tim: cơ nhĩ, cơ thất và những sợi cơ có tính kích thích, dẫn truyền đặc biệt. Cơ nhĩ, cơ thất có hoạt động co rút giống cơ vân, loại còn lại co rút yếu hơn nhưng chúng có tính nhịp điệu và dẫn truyền nhanh các xung động trong tim.
Các tế bào cơ tim có tính chất trung gian giữa tế bào cơ vân và tế bào cơ trơn. Đó là những tế bào nhỏ, có vân, chia nhánh và chỉ một nhân. Khác với cơ vân, các tế bào cơ tim có các cầu nối, kết với nhau thành một khối vững chắc, có những đoạn màng tế bào hòa với nhau. Các sợi cơ tim mang tính hợp bào,  hoạt động như một đơn vị duy nhất khi đáp ứng với kích thích, lan truyền điện thế giữa các sợi cơ tim  nhanh chóng qua các cầu nối. Sự lan truyền điện thể từ nhĩ xuống thất được dẫn qua một đường dẫn truyền đặc biệt gọi là bộ nối nhĩ-thất.
Các sợi cơ tim chứa nhiều ty lạp thể và mạch máu, phù hợp với đặc tính hoạt động ái khí của tim. Thành phần chủ yếu của tế bào cơ tim là các tơ cơ (myofibrille), chứa các sợi dày (myosin) và sợi mỏng (actin, tropomyosin, troponin), sự co rút của chúng gây ra co rút toàn bộ tế bào cơ tim. Xung quanh các sợi cơ có mạng nội sinh cơ chất (reticulum sarcoplasmique) là nơi dự trữ calci.
Như vậy chức năng chính của cơ tim là tự co rút và chúng cũng phản ứng theo cùng một cách thức trong trường hợp bệnh lý: chúng cùng phì đại trong sự quá tải hoặc chúng hoại tử thành những mô xơ trong trường hợp khác.

#### Hệ thống dẫn truyền
Gồm các tế bào mãnh có khả năng phát nhịp (pacemaker) cho toàn bộ tim, chúng tạo thành hệ thống dẫn truyền, dẫn truyền điện thế qua cơ tim. Hệ thống dẫn truyền này đảm bảo cho các buồng tim co rút đồng bộ.

##### Hệ thống dẫn truyền chính thức
- Nút xoang nhĩ: còn gọi là nút Keith-Flack, nằm ở cơ tâm nhĩ, chỗ tĩnh mạch chủ trên đổ vào tâm nhĩ phải. Nút xoang nhĩ phát xung khoảng 80l-100l/phút, là nút dẫn nhịp cho tim, nhận sự chi phối của sợi giao cảm và dây phó giao cảm (dây X).
- Nút nhĩ thất: còn gọi là nút Aschoff-Tawara, ở phía sau bên phải vách liên nhĩ, cạnh lỗ xoang tĩnh mạch vành. Phát xung 40-60l/phút, được chi phối bởi dây giao cảm và dây X.
- Bó His: đi từ nút nhĩ-thất tố vách liên thất, chạy dưới nội tâm mạc xuống phía phải của vách liên thất khoảng 1 cm, còn gọi là bộ nối nhĩ-thất, dẫn truyền điện thế giữa nhĩ và thất, rồi chia làm hai nhánh phải và trái.
- Nhánh phải tiếp tục đi xuống phía phải vách liên thất, chia thành những nhánh nhỏ chạy giữa các sợi cơ tim thất phải gọi là mạng lưới Purkinje. Nhánh trái chui qua vách liên thất, chia một nhánh phía trước mỏng, nhỏ và một nhánh phía sau, dày, rồi cũng chia thành sợi Purkinje để đến nội tâm mạc thất trái. Bộ nối nhĩ-thất, hai nhánh hoặc các sợi Purkinje tần số phát xung rất chậm 20-40l/phút, chỉ nhận sợi giao cảm.

##### Hệ thống dẫn truyền phụ
Bình thường hệ thống dẫn truyền phụ không hoạt động.
- Cầu Kent
- Bó James
- Bó Mahaim

Hệ thần kinh
Chi phối tim là hệ thần kinh tự chủ.
Dây X (thần kinh lang thang) phải chi phối cho nút xoang và dây X trái chi phối nút nhĩ-thất. Các sợi phó giao cảm đến cơ nhĩ chứ không đến cơ thất.
Dây giao cảm đến đáy tim theo mạch máu lớn, sau đó phân thành mạng vào cơ tim, thường là theo sau mạch vành.
Thần kinh giao cảm tiết Norepinephrin, làm tăng tần số nút xoang, tăng tốc độ dẫn truyền, và tăng lực co bóp. Thần kinh phó giao cảm làm giảm tần số nút xoang, giảm tốc độ dẫn truyền qua trung gian Acetylcholin. Tác dụng của hai hệ này trái ngược nhau, nhưng có tác dụng điều hòa để đảm bảo cho sự hoạt động tim.

## Tim người

Hình ảnh động của trái tim con người cắt ngang, cho thấy cả hai tâm thất và sự hoạt động của van tim, van động mạch

### Giải phẫu tim
- Tim là 1 khối cơ rỗng, hình chóp,  đáy hướng lên trên đỉnh hướng xuống dưới.
- Vách nhĩ-thất chia tim thành 2 phần: phải và trái. Tim phải chứa máu đỏ sẫm, nhiều cacbonic. Tim trái chứa máu đỏ tươi, nhiều khí oxi. Mỗi bên được chia thành 2 ngăn, trên là tâm nhĩ, dưới là tâm thất, ở giữa có van nối thông với nhau.
- Giữa tâm thất phải và tâm nhĩ phải là van 3 lá (lá trước, lá sau, lá vách).
- Giữa tâm thất trái và tâm nhĩ trái là van 2 lá (van tăng mạo hay van mũ ni - lá trước và lá sau).
- Giữa 2 tâm thất là vách liên thất (vách gian thất) gồm có phần màng và phần cơ, khi phần màng bị tật thì gây ra tật thông liên thất.
- Giữa 2 tâm nhĩ là vách liên nhĩ (vách gian nhĩ) trên đó có hố bầu dục ở tâm nhĩ phải và van bầu dục ở tâm nhĩ trái (khi có tật, gọi là lỗ bồ dục - tật thông liên nhĩ).
- Máu từ tâm thất trái đi ra theo động mạch chủ. Máu từ tâm thất phải đi ra theo động mạch phổi. Giữa các động mạch và các tâm thất có van tổ chim ngăn không cho máu chảy ngược về tim.
- Máu đỏ sẫm từ tĩnh mạch chủ trên và tĩnh mạch chủ dưới đổ vào tâm nhĩ phải. Máu đỏ từ 4 tĩnh mạch phổi đổ vào tâm nhĩ trái.
- Tim được cấu tạo bằng 3 lớp: màng ngoài tim (ngoại tâm mạc), cơ tim và màng trong tim (nội tâm mạc).
- Tim được cung cấp máu từ 2 động mạch nhỏ: động mạch vành phải có nhánh gian thất sau (đi giữa rãnh gian thất sau cùng tĩnh mạch tim lớn) và động mạch vành trái cho nhánh gian thất trước đi trong rãnh gian thất trước cùng tĩnh mạch tim lớn.
- Ngoài ra trên tim còn có các tĩnh mạch: tim trước, nhánh sau của tâm thất trái, tim nhỏ, tim cực nhỏ, nhánh chếch của tâm nhĩ trái, tất cả tĩnh mạch đều đổ vào xoang tĩnh mạch vành trừ hai nhánh tim trước (đổ vào tâm nhĩ phải) và tim cực nhỏ (đổ vào cả tâm nhĩ và thất qua lỗ tim cực nhỏ).